# Dealu Muntelui
Dealu Muntelui románul: Dealu Muntelui, falu Romániában, Erdélyben, Fehér megyében. Közigazgatásilag Bisztra községhez tartozik.

## Fekvése
Bisztra mellett fekvő település.

## Története
Dealu Muntelui korábban Bisztra része volt. 1956-ban vált külön településsé 131 lakossal. 1966-ban 217, 1977-ben 239, 1992-ben 265, a 2002-es népszámláláskor 98 román lakosa volt.